# Friedrich Kolenati

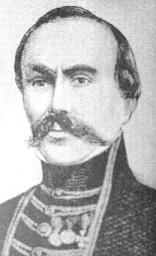
Friedrich Kolenati

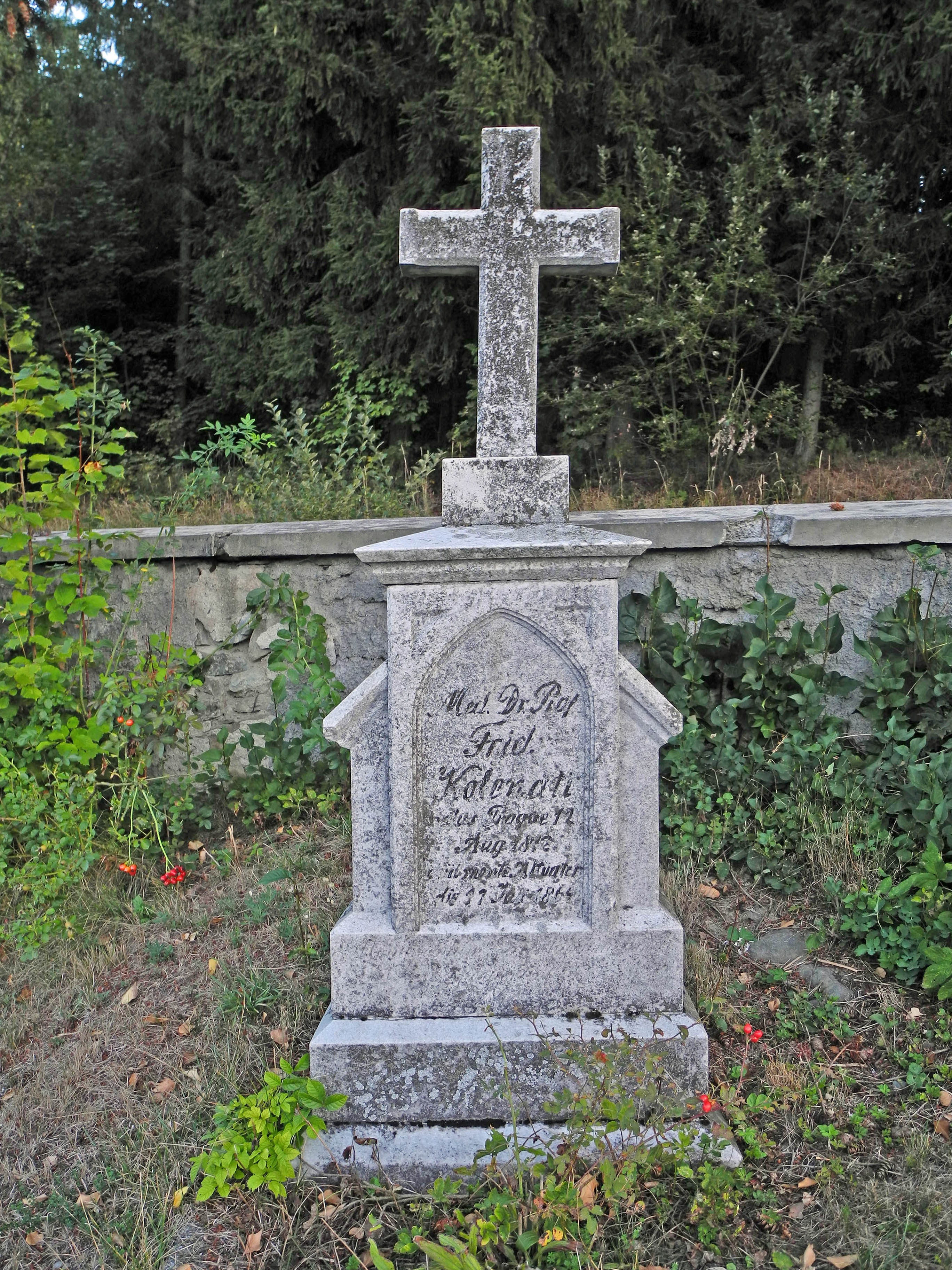
Grab von Friedrich Kolenati in Klein Mohrau

Friedrich Anton [August] Rudolph Kolenati, auch Frederic und Rudolph, tschechisch Bedřich Antonín Kolenatý (* 1812 oder 1813 in Prag; † 17. Juli 1864 am Praděd) war ein böhmischer, k. k. österreichischer Mediziner, Naturforscher und Mäzen. Seine Wirkungsschwerpunkte lagen in Sankt Petersburg, Prag und in Mähren. 

## Leben
Kolenati studierte an der Prager Universität Medizin und promovierte 1836 auf diesem Gebiet. Nach diesem Abschluss wurde er im Fachbereich Biologie seiner Universität als Assistent angestellt. Um seine Kenntnisse zu erweitern, ging Kolenati nach Sankt Petersburg und nahm 1842 an der Kaiserlichen Akademie eine Tätigkeit als Assistent für Zoologie auf. Während dieses dreijährigen Aufenthaltes in Russland führten ihn Forschungsreisen mit zoologischem und botanischem Interesse in den Kaukasus und in benachbarte Regionen. Als er 1845 nach Prag zurückkehrte, übernahm er am Gymnasium des Stadtteiles Kleinseite die Stelle eines außerordentlichen Professors.
An den Revolutionsereignissen 1848 in Zentraleuropa nahm Kolenati aktiv teil. Als Mitglied einer Abordnung reiste er nach Wien. Infolge eines Irrtums wurde er danach in Prag kurzzeitig inhaftiert. Bereits im Jahr 1848 habilitierte Kolenati an der Prager Universität auf dem Gebiet medizinisch-pharmazeutischer Zoologie und Botanik sowie Kristallographie. Danach übernahm er im Semester 1849–1850 am Prager Polytechnikum die Professur für Botanik, Zoologie und Mineralogie, weil der vorhergehende Lehrstuhlinhaber Franz Xaver Zippe als neuer Direktor der Montanschule nach Příbram ging.
Seine Tätigkeit in Prag war nur von kurzer Dauer. Kolenati folgte auf Grund eines kaiserlichen Dekretes vom 29. Dezember 1849 einer Berufung zum Professor für Naturgeschichte an die k. k. Technische Lehranstalt in Brünn.
Friedrich A. Kolenati ist der Initiator und der erste Vorsitzende des 1848 in Prag gegründeten Naturhistorischen Verein "Lotos".
Während eines Aufenthaltes im Altvatergebirge verstarb er unerwartet. Sein Grab befindet sich in Malá Morávka.

## Mitgliedschaften
- 1847 wurde er Mitglied der Leopoldina.[1]
- Außerordentliches Mitglied der Königlichen Akademie der Wissenschaften Böhmens (seit 2. Januar 1848)

## Ausgewählte Veröffentlichungen
- Die Mineralien Mährens und österreichisch Schlesiens deren Fundorte und ökonomisch-technische Verwendung. Prag (Buschak & Irrgang) 1854
- F.A. Kolenati: Reiseerinnerungen. Erster Theil: Die Bereisung Hocharmeniens und Elisabethopols, der Schekinschen Provinz und des Kasbek im Central-Kaukasus. Dresden 1858